# Lan Piskule
Lan Piskule (* 22. Januar 1999) ist ein slowenischer Fußballspieler.

## Karriere

### Verein
Piskule begann seine Karriere beim NK Bravo. Zur Saison 2017/18 rückte er in den Kader der ersten Mannschaft des Zweitligisten. Für Bravo absolvierte er in jener Saison 26 Spiele in der 2. SNL. In der Saison 2018/19 kam er zu sieben Einsätzen, mit Bravo stieg er als Zweitligameister in die 1. SNL auf. Sein Debüt im Oberhaus gab er anschließend im August 2019 gegen den NK Triglav Kranj.
Nach drei Einsätzen in der höchsten Spielklasse wechselte Piskule im Februar 2020 zum Drittligisten ND Ilirija 1911. Mit Ilirija stieg er 2021 in die 2. SNL auf. In dieser absolvierte er anschließend 46 Partien für den Verein. Im Januar 2023 wechselte der Offensivspieler zum Ligakonkurrenten NK Brinje Grosuplje. Für Brinje kam er in eineinhalb Jahren zu 42 Zweitligaeinsätzen, in denen er 16 Tore erzielte. Zur Saison 2024/25 zog er weiter innerhalb der Liga zu Triglav Kranj. Für Triglav erzielte er zehn Tore in 29 Zweitligaeinsätzen.
Zur Saison 2025/26 wechselte Piskule zum österreichischen Zweitligisten Floridsdorfer AC, bei dem er einen bis 2027 laufenden Vertrag erhielt.

### Nationalmannschaft
Piskule spielte von der U-17 bis zur U-19 neunmal für slowenische Jugendnationalteams.